# Хьюстон, Сиско
Гилберт Вандайн «Сиско» Хьюстон (англ. Gilbert Vandine 'Cisco' Houston; 18 августа 1918 — 29 апреля 1961) — американский фолк-музыкант, друживший с Вуди Гатри и записавший множество песен совместно с ним. Хьюстон регулярно записывался на студии Folkways, выступал совместно с другими исполнителями фолка и блюза, среди них Лидбелли, Сони Терри, Almanac Singers.